# Macrodes gyges
Macrodes gyges är en fjärilsart som beskrevs av Pieter Cramer 1777. Macrodes gyges ingår i släktet Macrodes och familjen nattflyn. Inga underarter finns listade i Catalogue of Life.